# The Fisher King : Le Roi pêcheur
Pour les articles homonymes, voir Le Roi pêcheur (homonymie).
Pour plus de détails, voir Fiche technique et Distribution.
The Fisher King : Le Roi pêcheur (The Fisher King) est un film américain réalisé par Terry Gilliam et sorti en 1991.
Le film reçoit globalement de bonnes critiques à sa sortie et réalise de bonnes performances au box-office. Il reçoit par ailleurs plusieurs distinctions notamment cinq nominations aux Oscars. Mercedes Ruehl obtient l'Oscar de la meilleure actrice dans un second rôle.

## Synopsis
Jack Lucas, un célèbre animateur et présentateur de radio arrogant, cynique, égocentrique et égoïste reçoit un jour l'appel d'un auditeur mentalement instable. À la suite de cet appel, ce dernier se rend dans un restaurant et tue sept personnes avant de se donner la mort. Ce drame bouleverse Jack qui perd son travail et se réfugie dans l'alcool, rongé par la culpabilité.
Trois ans plus tard, alors qu'il traîne dans des rues peu sûres à la nuit tombée, il est accosté par des malfrats qui l'attaquent. Il est sauvé in extremis par Parry, un ex-professeur de lettres qui a sombré dans la folie après la mort tragique et violente de sa femme, tuée par le fameux auditeur. Ce clochard, amoureux transi de Lydia, une femme vivant dans son monde imaginaire mais inspirée d’une femme réelle, s'est juré de trouver le Graal. Mais il ne peut le faire seul. Comme dans la légende médiévale de Chrétien de Troyes, il a besoin de son « Perceval ». Ce sera Jack qui, en le sauvant, trouvera aussi le chemin de sa rédemption.

## Fiche technique
Sauf indication contraire, les informations mentionnées dans cette section peuvent être confirmées par la base de données cinématographiques IMDb,  présente dans la section « Liens externes ».
- Titre français : The Fisher King : Le Roi pêcheur
- Titre québécois : Le Roi pêcheur
- Titre original : The Fisher King
- Réalisation : Terry Gilliam
- Scénario : Richard LaGravenese
- Photographie : Roger Pratt
- Montage : Lesley Walker
- Musique originale : George Fenton
- Producteurs : Debra Hill, Tony Mark, Lynda Obst et Stacey Sher
- Société de production : Hill/Obst Productions
- Société de distribution : TriStar
- Budget : 24 000 000 USD (estimation)
- Pays de production :  États-Unis
- Langue originale : anglais
- Format : Couleur (Technicolor) — 35 mm — 1,85:1 — Son : Dolby Stereo
- Genre : comédie dramatique, Comédie romantique, fantasy
- Durée : 137 minutes
- Date de sortie :
  - États-Unis : 20 septembre 1991
  - France : 2 octobre 1991

## Distribution
- Jeff Bridges (V.F. : Patrick Floersheim) : Jack Lucas
- Robin Williams (V.F. : Michel Papineschi) : Parry
- Mercedes Ruehl (V. F. : Joëlle Brover) : Anne
- Amanda Plummer (V. F. : Kelvine Dumour) : Lydia Sinclair
- Tom Waits (V. F. : Jacques Frantz) : le clochard en chaise roulante
- Michael Jeter (V. F. : Guy Chapellier) : le clochard chanteur de cabaret
- Melinda Culea : la femme de la sitcom
- Warren Olney (V. F. : Mario Santini) : le présentateur TV
- Christian Clemenson (V. F. : Vincent Violette) : Edwin
- Frazer Smith (V. F. : Edgar Givry) : le journaliste TV
- William Jay Marshall (V. F. : Med Hondo) : le clochard jamaïcain
- Stephen Bridgewater (V. F. : Jean-François Vlérick) : le client du club de films porno
- David Hyde Pierce : Lou Rosen
- Kathy Najimy : La cliente affolée
- Ted Ross : le clochard devant la limousine
- Harry Shearer : l'acteur de la sitcom
- Mark Bowden : le portier
- Dan Futterman : le deuxième punk
- John de Lancie : le producteur télé
- Lou Hancock : l'infirmière
- Jack Mulcahy : un passant

## Production

### Genèse et développement
Le scénario est écrit par Richard LaGravenese. James Cameron avait un temps été envisagé par le studio pour réaliser le film, avant que le projet revienne à Terry Gilliam. Ce dernier s'était toujours fixé des règles précises... qu'il a violées pour faire ce film :
1. Il ne ferait jamais le scénario de personne d'autre que le sien ;
2. Il ne travaillerait jamais pour un grand studio ;
3. Il ne travaillerait jamais en Amérique[2].

Par ailleurs, pour la première fois de sa carrière, Terry Gilliam n'a pas voulu prévisualiser avec des storyboards. Il justifie ce choix : « J'ai réalisé Fisher King pour découvrir si j'étais bel et bien un réalisateur de film. Cela peut sembler bizarre pour quelqu'un d'âge moyen avec plusieurs réalisations à son actif, mais c'est vrai. Je me vois comme un “fabricant de film”, pas un réalisateur. Le moment de la réalisation n'est qu'une des étapes sur le cheminement d'un film. C'est différent de quand on a l'idée en tête, qu'on l'écrit, la finance, la monte, la présente au public pour finalement la faire sortir de moi. »
Le film devait initialement être produit par Touchstone Pictures avec qui les productrices Debra Hill et Lynda Obst avaient un production deal, mais aucun accord budgétaire n'a été trouvé et TriStar reprend le projet.

### Attribution des rôles
Durant le long processus de développement du projet, Billy Crystal devait jouer Parry. C'est lui qui aurait ensuite soumis le nom de Robin Williams.
Kevin Kline et Ellen Barkin ont été envisagés pour incarner respectivement Jack Lucas et Anne Napolitano, alors que Bruce Willis a auditionné pour un rôle non précisé
Pour la première fois de sa carrière, Terry Gilliam ne fait appel à aucun de ses camarades des Monty Python.

### Tournage
Le tournage a lieu à New York (pont de Manhattan, gare de Grand Central, Madison Avenue, Plaza Hotel, 101 Park Avenue, Metropolitan Life Tower, Central Park, ...) ainsi qu'à Los Angeles.

## Distinctions
- Mostra de Venise 1991 : Lion d'argent du meilleur réalisateur
- Oscars du cinéma 1992 :
  - Nomination à l'Oscar du meilleur acteur pour Robin Williams
  - Oscar de la meilleure actrice dans un second rôle pour Mercedes Ruehl
  - Nomination à l'Oscar du meilleur scénario original
  - Nomination à l'Oscar de la meilleure direction artistique
  - Nomination à l'Oscar de la meilleure musique de film
- Festival international du film de Toronto 1991 :
  - People's Choice Award

## Clins d’œil
On peut voir dans le vidéo-club des affiches de précédents films du cinéaste : Brazil (1985) et Les Aventures du baron de Münchhausen (1988). À la fin du film, l'un des membres du groupe rappelle Charles Chaplin.